# Forte de Lalbagh

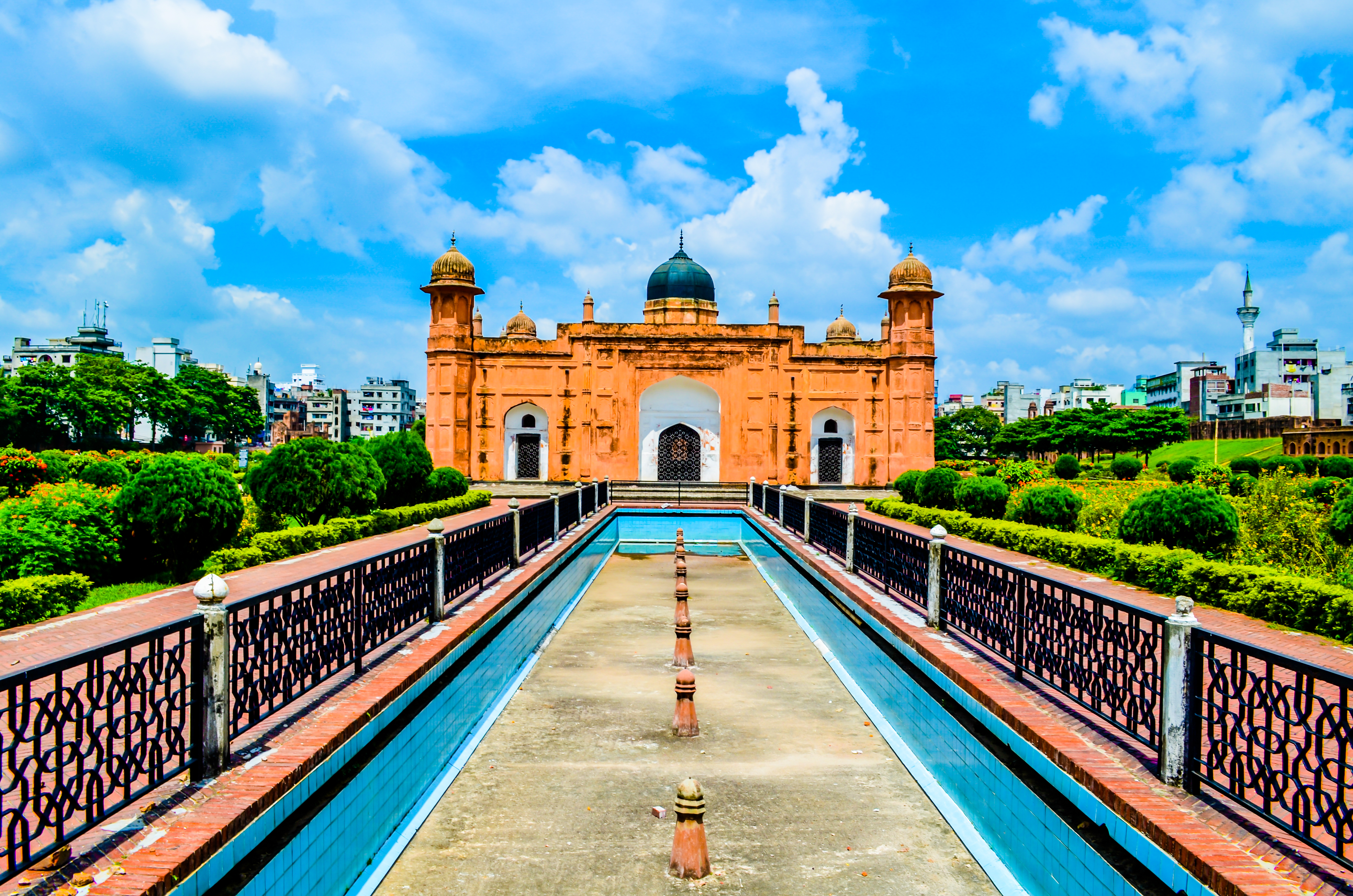
Forte de Lalbagh

O forte de Lalbagh (bengali : লালবাগ দূর্গ) é um forte mogol inacabado, do século XVII, situado às margens do rio Buriganga, em Daca, na cidade velha.

## História
Desde a vitória de Akbar em 1575, a Bengala era uma província do Império Mogol e Daca tornou-se a capital em 1608, sucedendo a Rajmahal até 1717. No decurso deste período, Daca conheceu uma fase de prosperidade e de expansão. No plano arquitectural, numerosos monumentos foram construídos (palácios, mesquitas, mausoléus e fortes).

## Diwan-i-Am

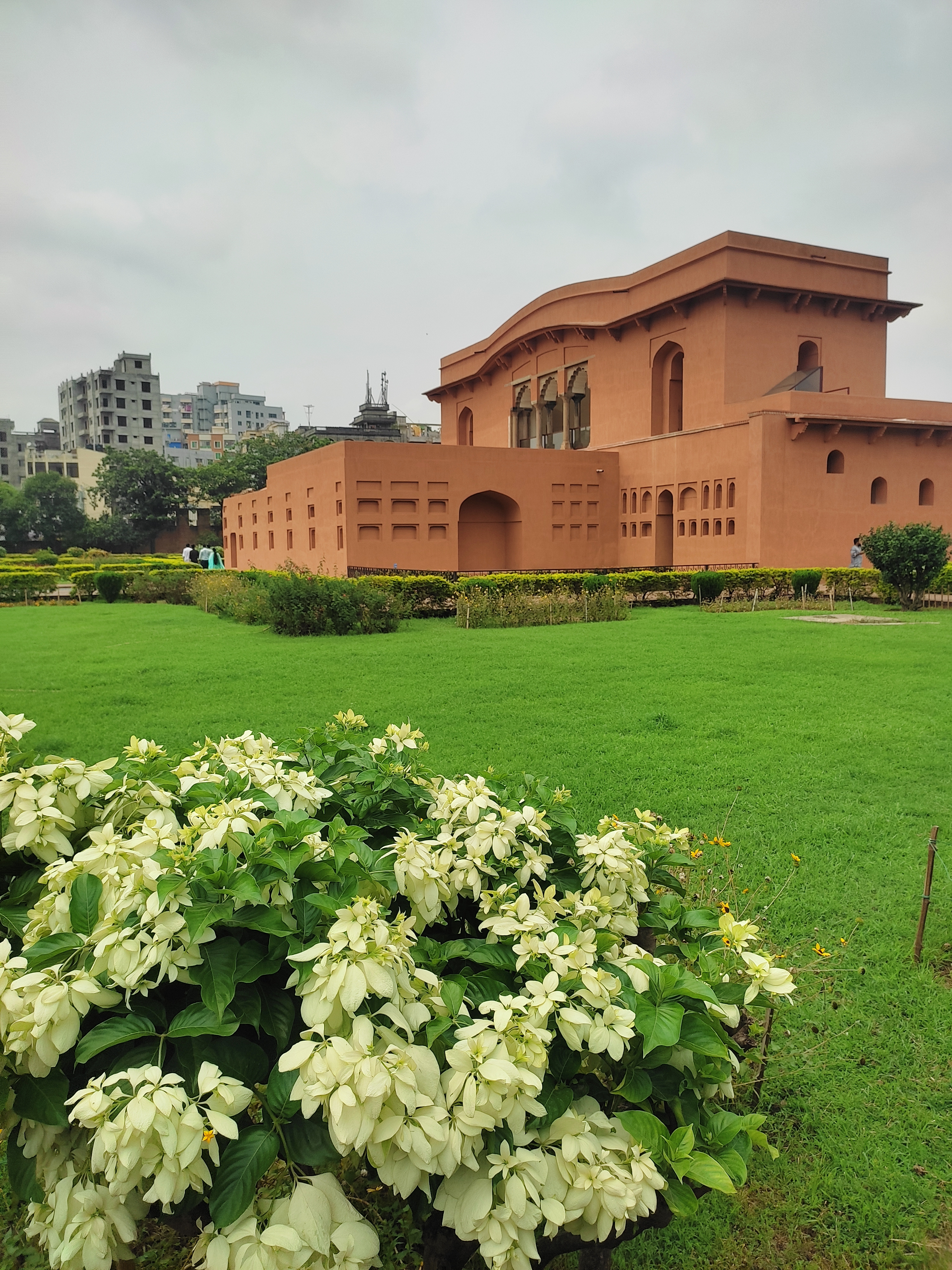
Diwan-i-Aam